# Sal de sèsam

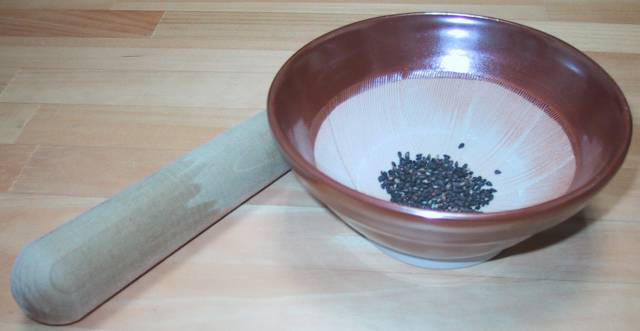
Suribachi, morter japonès especial per fer la sal de sèsam, amb la seva mà de morter o surikogi

La sal de sèsam, també anomenada gomasi o gomasio (en japonès ごま塩 go-ma-shio), és un condiment elaborat amb sal marina (塩 shio) i llavors de sèsam (ごま goma) torrades i moltes, similar al furikake.
La proporció sèsam i sal, abasta de les 16:1 fins a les 5:1 parts de sèsam per cada una de sal, tot segons els gustos o la dieta a seguir.

## Recepta d'elaboració casolana tradicional
És preferible de prendre aquesta preparació feta de poc per a evitar que l'oli, extret del sèsam molt, no s'oxidi massa. Tanmateix la sal de sèsam es pot adquirir en comerços especialitzats, on se sol presentar en pots de vidre o de plàstic segellats.
En una paella neta, sense oli, es torra el sèsam fins que esdevé de color carabassa daurat (normalment salta com les crispetes), moment en el qual s'incorpora la sal sense deixar de remenar durant poc més d'un minut per tal que la sal perdi la humitat.
Després cal triturar-ho perquè el sèsam es pugui assimilar: per a fer-ho, tradicionalment s'usa un morter japonès especial, amb l'interior ratllat, dit suribachi. Emprar el suribachi permet que cada gra de sal estigui ben cobert per l'oli que surt de les llavors de sèsam, així la sal és menys agressiva amb l'organisme quan es menja. També es pot emprar un molinet (si és elèctric, els naturalistes més puristes ho desaconsellen per les vibracions elèctriques) o qualsevol altre instrument manual.
La finesa del trituratge és segons el gust de cadascú però és essencial que com a mínim les llavors del sèsam es trenquin perquè siguin assimilables per la digestió humana.
La sal de sèsam acostuma a ser part de la dieta macrobiòtica, en la qual considera com una alternativa més saludable que la sal comuna.

## Exemples d'usos de la sal de sèsam
- Amanida de canonges de l'Isma a TV3[Enllaç no actiu]